# دیش‌دیش
دیش‌دیش (نیشابور)، روستایی از توابع بخش زبرخان شهرستان نیشابور در استان خراسان رضوی ایران است.

## جمعیت
این روستا در دهستان اسحق‌آباد قرار دارد و براساس سرشماری مرکز آمار ایران در سال ۱۳۸۵، جمعیت آن ۵۱۹ نفر (۱۴۰خانوار) بوده‌است.
جمعیتی از قوم بزرگ بُلوچی ساکن این روستا هستند.